# Nour Tlili
Pour les articles homonymes, voir Tlili.
Nour Tlili, née le 11 septembre 2005, est une karatéka tunisienne.

## Carrière
Nour Tlili est pensionnaire du Tunis Air Club de Djerba, avec ses sœurs jumelles Meriem et Zeineb Tlili.
Elle est médaillée de bronze en kata par équipes avec ses sœurs jumelles Meriem et Zeineb Tlili aux Jeux africains de plage de 2023 à Hammamet, aux Jeux panarabes de 2023 à Alger ainsi qu'aux championnats d'Afrique de karaté 2023 à Casablanca.